# هيبكو
شركة إنتاج المعدات الثقيلة الإيرانية وتُعرفُ اختصارًا بهيبكو، هي شركة إيرانية تُصنِّعُ معدات البناء والآلات الزراعية وسيارات السكك الحديدية والشاحنات ومعدات صناعة النفط والغاز والطاقة والمعادن والتعدين في آراك، وهي أكبر مصنع للمعدات الثقيلة في الشرق الأوسط. لدى هذه الشركة 1500 موظف بطاقة إنتاجية سنوية تبلغ 4,800 وحدة.

## صالة عرض

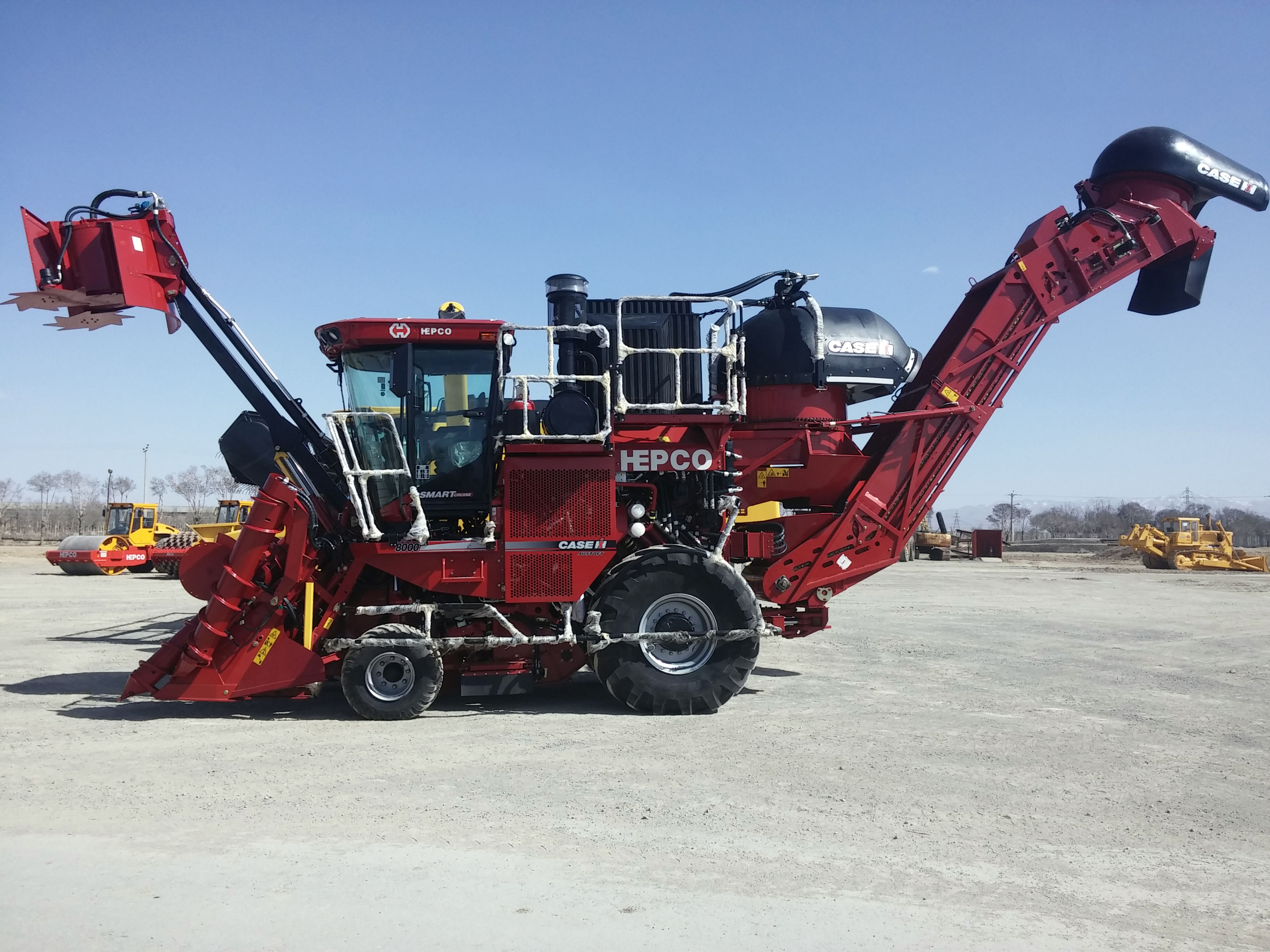
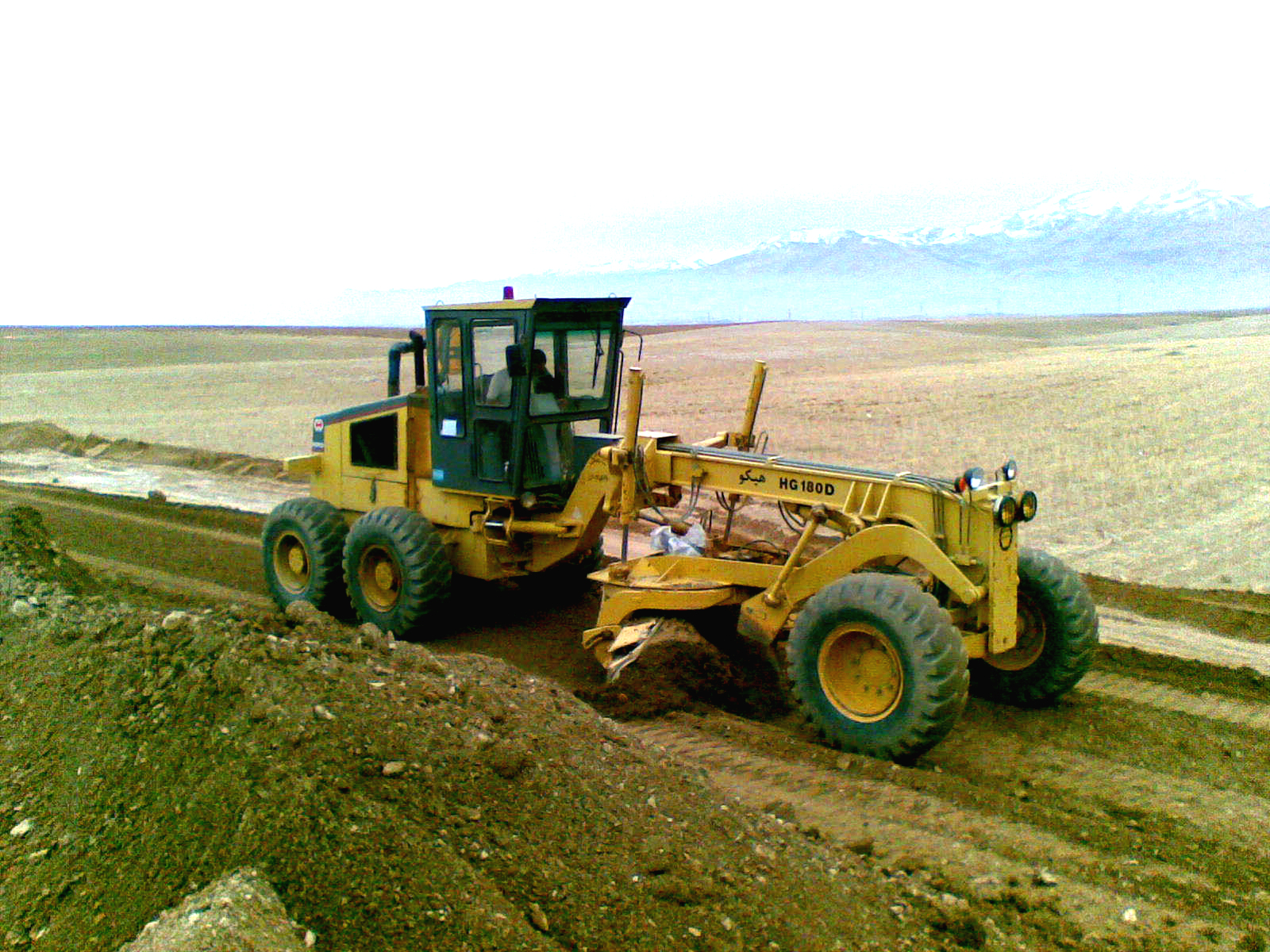
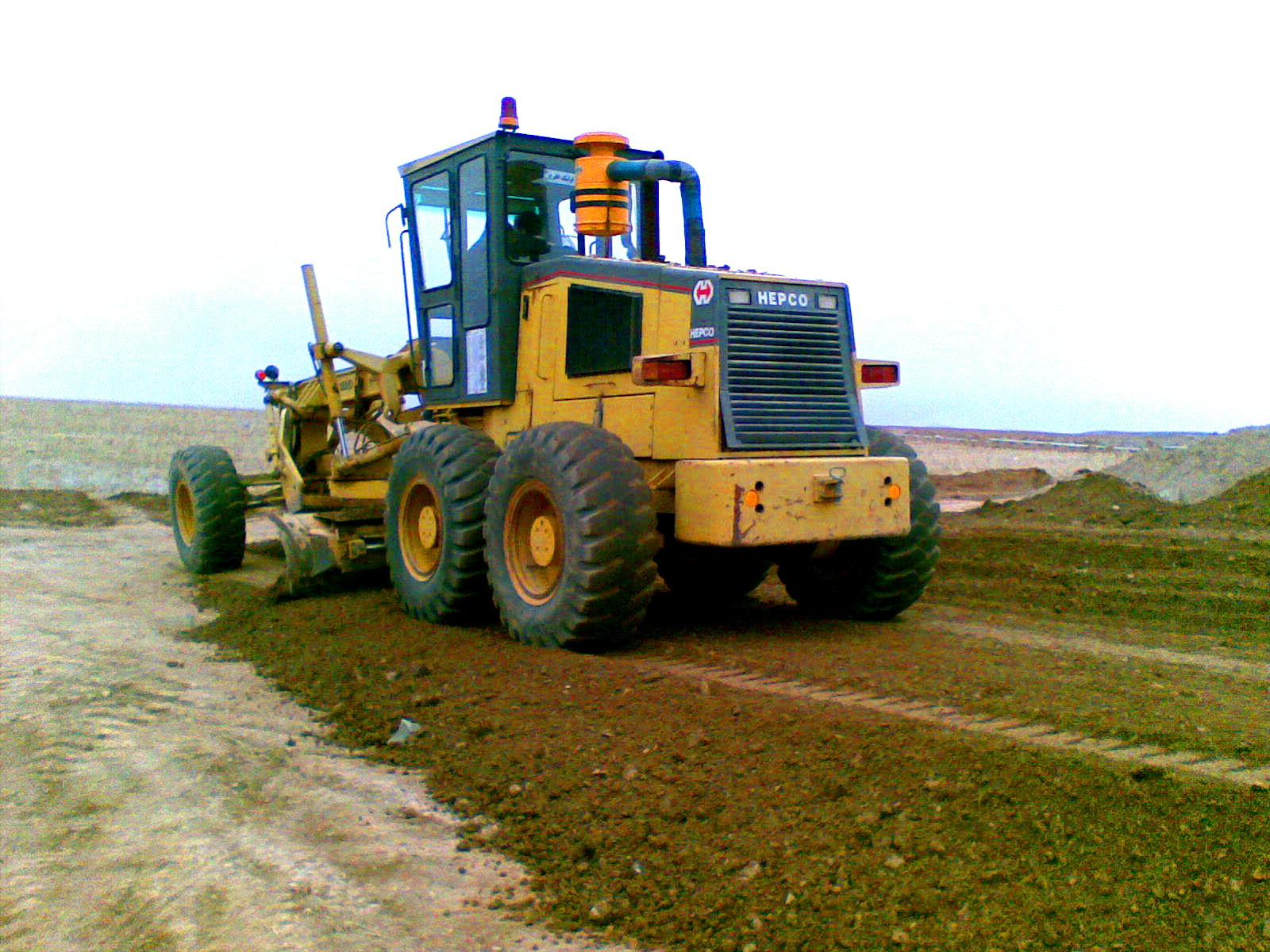
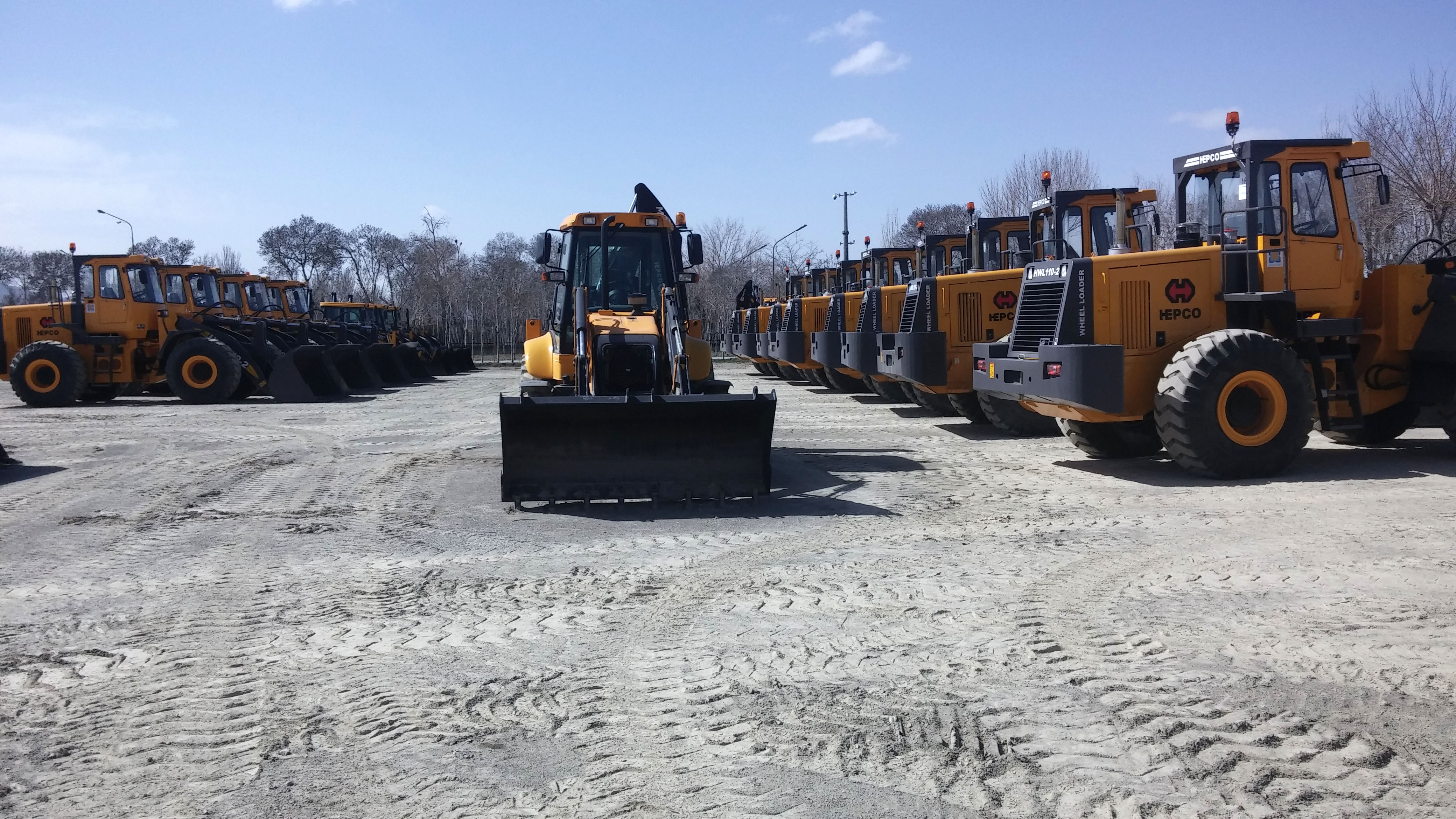
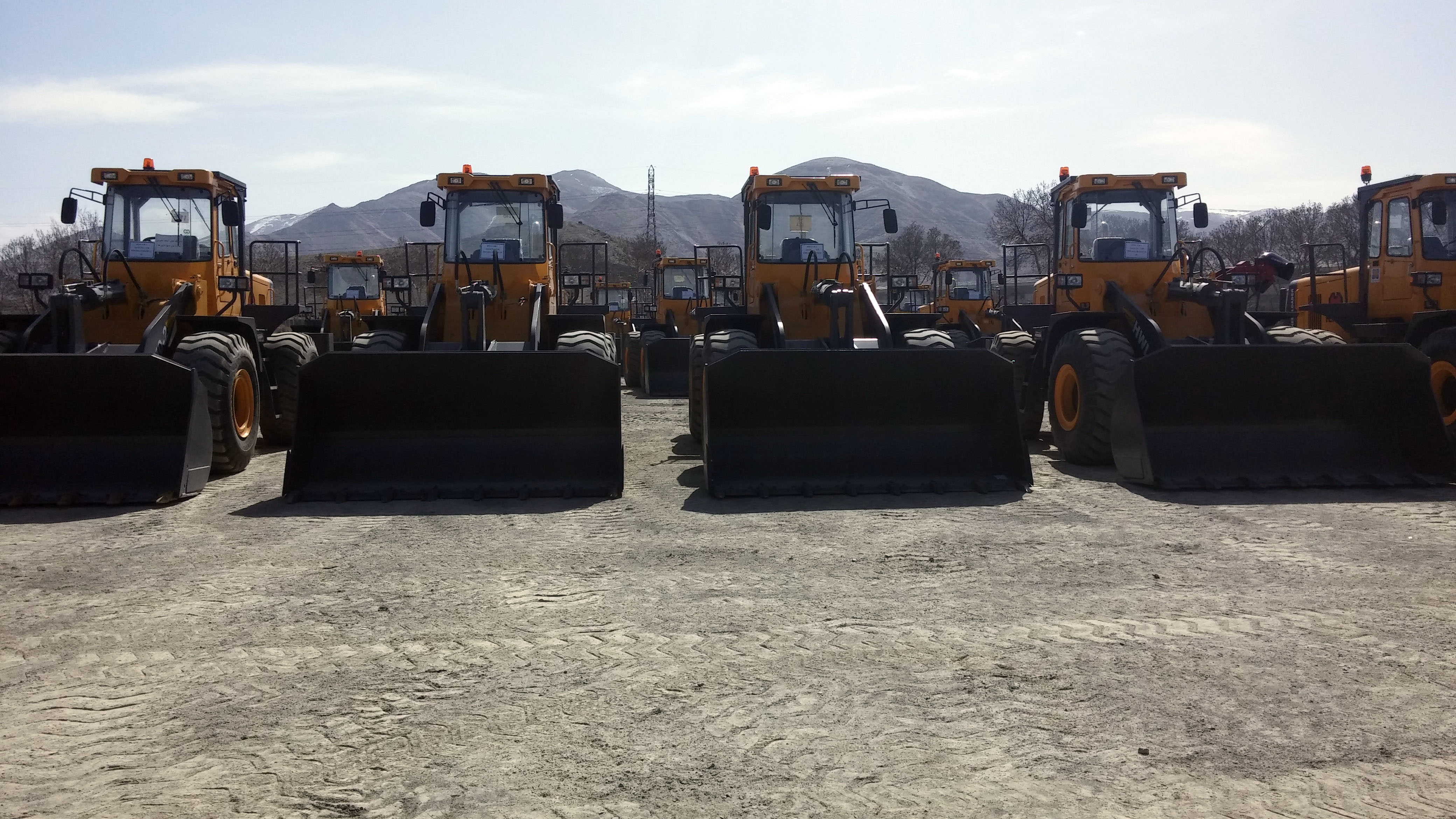
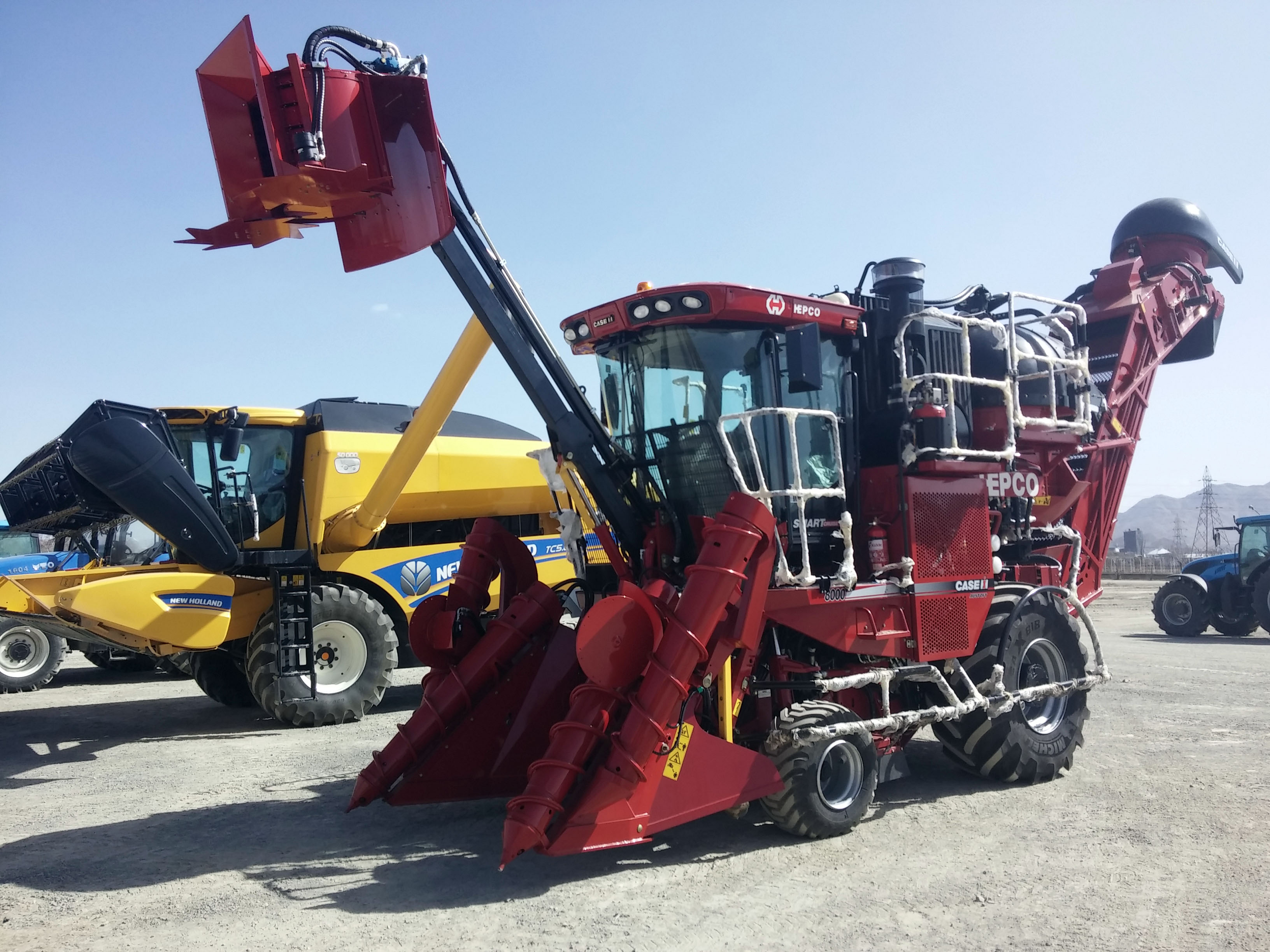

## روابط خارجية
- موقع هيبكو